# Tåkenön

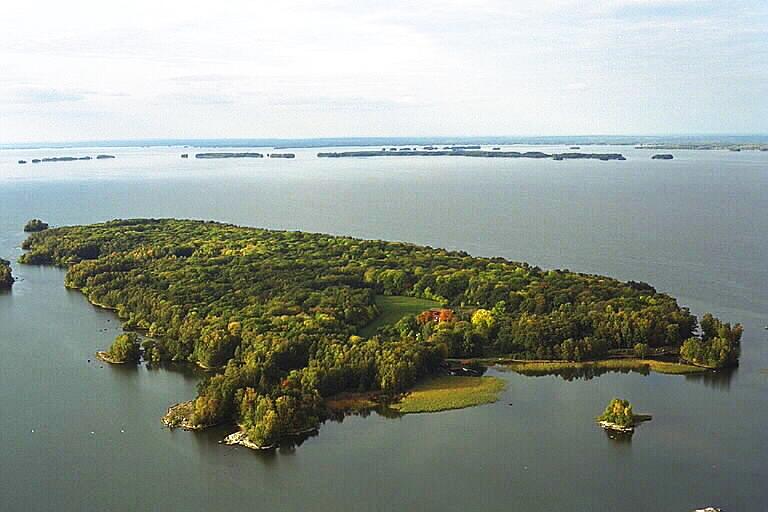
Tåkenön 1 oktober 1992.

Tåkenön är en ö i Hjälmaren, Julita socken, Katrineholms kommun.
Tåkenön har sedan gammalt tillsammans med Lillön och Väsbyön lytt under Julita gård. Redan under Gustav Vasas tid då Julita var kungsgård användes ön för bete. En karta från 1735 visar att ön då var skogbevuxen och att där låg ett "fäbonäste" för en torpare vid Julita, som efter slåttern fraktade gårdens djur till ön för bete. Ännu vid mitten av 1800-talet förekom fäbodväsen på ön. På hela ön förekom då slåtter, men på 1920-talet var den begränsad till en liten inhägnad äng på öns mitt. På 1940-talet upphörde betet på ön, varpå ön fick växa igen. På 1980-talet började man dock röja ön igen. Större delen av ön är beväxt med ädellövskog med ask, alm, ek, björk, lind och klibbal.
På ön finns en parstuga i två våningar som fungerat som bostadshus för boskapsskötaren, samt ett stort rödfärgat timrat bostadshus uppfört i nationalromantisk stil åt Artur Bäckström.